# ゲーテとの対話
『ゲーテとの対話』（ゲーテとのたいわ）は、ヨハン・ペーター・エッカーマンの著作である。
正式名称は『その生涯の晩年における、ゲーテとの対話』（ドイツ語: Gespräche mit Goethe in den letzten Jahren seines Lebens）である。エッカーマンがワイマールのゲーテ家に、ヨハン・ヴォルフガング・フォン・ゲーテを初訪問した1823年6月10日から、ゲーテの死の翌日、1832年3月23日までの記事が書かれている。（当時ゲーテは73-82歳、エッカーマンは30歳-39歳だった）
ゲーテの死の4年後の1836年にライプチヒのBrockhaus社が第1・2部を出版。第3部は1848年にマクデブルクのHeinrichshofen社が出版した。
ニーチェは『人間的な、あまりに人間的な』の中で、これをドイツ語の最高の本と賞賛した。

## 対話の例
以下の引用は山下肇訳より
- 「大作は用心したほうがいいね。どんなすぐれた人たちでも、大作で苦労する。私もそれで苦労したし、どんなマイナスを経験したか、よくわかっている。（中略）一たん全体としてつかみそこねてしまえば、一切の労苦はむだになる。しかも、個々の部分でその素材を完全に自分のものにしていないと、全体があちこちで穴だらけのものになるだろう。それにひきかえ、詩人が毎日現在を相手にし、目の前に提供されるものをいつも同じ新鮮な気持ちで扱っていると、かならず何かよいものができるし、うまくいかないことがあっても、それですべてが御破算ということにはならないのだ。」（第1部 1823年9月18日）
- 「詩はね、言葉を一つ附けたせば、他の言葉が死んでしまうのだ。」（第1部 1923年11月10日）
- 「シェークスピアについて、何か言える資格のある人はいない。何を言っても、言い足りないのだ。（中略）シェークスピアは、あまりにも豊かで、あまりにも強烈だ。創造をしたいと思う人は、彼の作品を年に一つだけ読むにとどめた方がいい。もし、彼のために破滅したくなければね。」（第1部 1825年12月25日）
- 「一人の天才が急速にのびのびと成長するには、国民の中に精神と教養がたっぷりと普及していることが大切なのだ。私たちは、古代ギリシャの悲劇に驚嘆する。けれども、よくよく考えてみれば、個々の作者よりも、むしろ、その作品を可能ならしめたあの時代と国民に驚嘆すべきなのだ。」（第3部 1827年5月3日）
- 「年をとると、若いころとはちがったふうに世の中のことを考えるようになるものだ。そこで、私は、デーモンというものは、人間をからかったり馬鹿にしたりするために、誰もが努力目標にするほど魅力に富んでいて、しかも誰にも到達できないほど偉大な人物を時たま作ってみせるのだ、と考えざるをえないのだよ。こうして、デーモンは、思想も行為も完璧なラファエロをつくりあげた。少数のすぐれた後継者たちで、彼に追いついたものは一人もなかった。同様に、音楽における到達不可能なものとして、モーツァルトをつくりあげた。文学においては、シェークスピアがそれだ。」（第2部 1829年12月6日）
- 「人間が一人でいるというのは、よくないことだ。ことに一人で仕事をするのはよくない。むしろ何事かをなしとげようと思ったら、他人の協力と刺激が必要だ。私はシラーのおかげで『アキレウス』や私のバラーデの多くを作ったが、そこまで駆りたててくれたのは彼なのだよ。もし私が『ファウスト』第二部を完成するようなことがあれば、君はそれを自分の功績に帰していいのだ。」（第2部 1830年3月7日）
- まだ欠けていた（ファウスト）第四幕を、ゲーテはそれから数週間で書きあげたので、8月には第二部全部が仮とじされ、完全にできあがった。ながい間努力していたこの目標がついに達成されたので、ゲーテはすっかりよろこんでいた。「私のこれから先の命は、むしろまったくの贈り物だといってもよいだろう。今後、まだなにかできるかどうかということは、結局、もう問題ではないのだよ。」（第2部 1831年6月6日の記事の追記）
- 「大事なことは、すぐれた意志を持っているかどうか、そしてそれを成就するだけの技能と忍耐力をもっているかどうかだよ。そのほかのことはみな、どうでもいいのだ。」（第3部 1832年2月17日）

## 日本語訳
- エッケルマン ゲエテとの対話 第1･2･3 亀尾英四郎訳、春陽堂 1922-27年、岩波文庫（上中下）1940-41年。Kindle版（上妻純一郎 編、2016年より）
- エッカーマン ゲーテ対話の書（上下） 神保光太郎訳、 改造社 1936年、角川文庫 1965年
- エッケルマン ゲーテとの対話 第1・2部 ゲーテ全集 第59・60巻 奥津彦重訳、丁子屋書店 1948年／旧・河出文庫（全4巻）1955-56年
- エッカーマン ゲーテとの対話　山下肇訳、岩波文庫（上中下）1968-69年、改版2012年。現行版で電子書籍も刊（2013年より）